# Coleophora mausolella
Coleophora mausolella é uma espécie de mariposa do gênero Coleophora pertencente à família Coleophoridae.